# Kardioonkologia
Kardioonkologia lub onkokardiologia – dziedzina medycyny zajmująca się wszystkimi aspektami prewencji, diagnostyki obrazowej i laboratoryjnej oraz leczenia chorób sercowo-naczyniowych u pacjentów z nowotworami.

## Historia
Wydłużenie średniej długości życia chorych na nowotwory w latach 90. ujawniło, że niektóre metody leczenia powodują istotne dla rokowania działania niepożądane, dot. zwłaszcza układu krążenia.  Doprowadziło to pod koniec tej dekady do sformułowania podstaw profilaktyki i terapii naczyniowej chorych na nowotwory. Daniela Maria Cardinale jako jedna z pierwszych użyła wtedy terminu „kardioonkologia”. Pierwszy ośrodek onkokardiologii powstał w MD Anderson Cancer Center w Stanach Zjednoczonych w 2000 r. W Europie pionierami byli Włosi, a dokładnie Istituto Europeo di Oncologia w Mediolanie, gdzie Oddział Kardioonkologii stworzyli Carlo Cipolla i Daniela Maria Cardinale. Pod koniec pierwszej dekady XXI w. rozpoczął się okres większego zainteresowania dziedziną. W 2009 r. powstało International CardiOncology Society (ICOS) i w tym samym roku zorganizowało pierwszy międzynarodowy kongres. Od 2015 roku organizowane są one jako Global Cardio-Oncology Summit (Nashville - 2015, Vancouver - 2016, Londyn - 2017, Tampa - 2018). W 2012 r. w Wielkiej Brytanii założono British Cardio-Oncology Society.

## Rozwój kardioonkologii w Polsce
Inicjatywa stworzenia pod patronatem ICOS wschodnioeuropejskiego oddziału towarzystwa (East European Branch of International Cardio-Oncology Society) z siedzibą w Europejskim Centrum Zdrowia Otwock zrodziła się podczas kongresu w Mediolanie w 2012 r. Do jego zawiązania doszło w 2013 r. w Klinice Krążenia Płucnego i Chorób Zakrzepowo-Zatorowych w Otwocku. 
Organem prasowym Wschodnioeuropejskiego Oddziału ICOS jest kwartalnik "OncoReview" redagowany przez Sebastiana Szmita.
W  Świętokrzyskim Centrum Onkologii działa oddział kardioonkologii, który we współpracy z Ogólnopolskim Zrzeszeniem Ogólnopolskich Centrów i Instytutów Okologicznych od 2016 r. organizuje konferencje poświęcone opiece kardiologicznej na pacjentami z rozpoznaniem onkologicznym.

## Zakres zainteresowań
Kardioonkologia skupia się na powikłaniach w układzie krążenia wynikających z wpływu leczenia przeciwnowotworowego. W sposób szczególny zajmuje się:
- bezpośrednim wpływem promieniowania na serce i naczynia w nowotworach klatki piersiowej[4],
- wpływem na czynność skurczową serca[5],
- zaburzeniami polaryzacji i arytmiami[6],
- zapaleniem osierdzia[7],
- niedokrwieniem[8],
- zmianami krzepliwości[9].

Stanowisko European Society of Cardiology wskazuje na 9 głównych obszarów działania kardioonkologii: 
- dysfunkcja mięśnia sercowego i niewydolność serca,
- choroba wieńcowa,
- wady zastawkowe,
- zaburzenia rytmu serca,
- nadciśnienie tętnicze,
- choroby zakrzepowo-zatorowe,
- choroba naczyń obwodowych i udar mózgu,
- nadciśnienie płucne,
- powikłania osierdziowe.